# منطقة هامة لحفظ الطيور

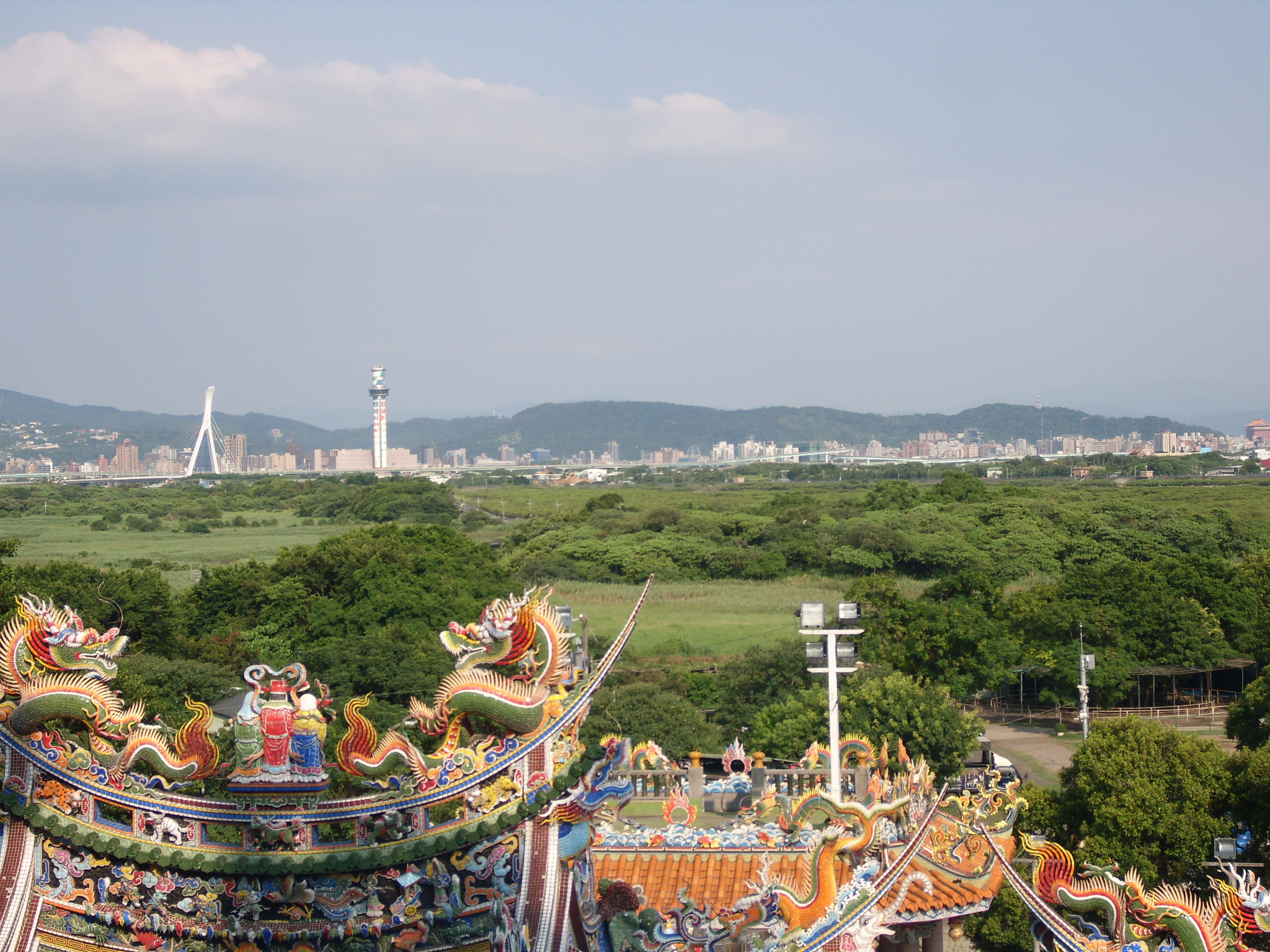
منطقة هامة لحفظ الطيور في حديقة غواندو للطبيعة (بالصينية: 關渡自然公園) في تايبيه بتايوان.

منطقة هامة لحفظ الطيور (بالإنجليزية: Important Bird Area)‏ هي جرد علمي أعد في إطار تطبيق برنامج دولي لجمعية الطيور العالمية وذلك بهدف تحديد المناطق الأكثر ملاءمة لحفظ الطيور البرية.

## التاريخ
بين 1980 و1987، أطلقت وزارة البيئة الفرنسية تحت إشراف المتحف الوطني للتاريخ الطبيعي في باريس سلسلة من الدراسات الاستقصائية لتحديد المواقع التي يجب حمايتها. في 1985، وبطلب من المجتمع الاقتصادي الأوروبي، قامت جمعية الطيور العالمية بوضع قائمة للمناطق ذات الأولوية التي تتطلب الحماية. في 1989، نُشِرت قائمة للمناطق المعنية في أوروبا. أعمال الوزارة الفرنسية سمحت بوضع قائمة أولية في 1990 جمعت 157 منطقةً. في 1996، أطلق الاتحاد الكندي للطبيعة ومنظمة دراسة الطيور كندا، وهم شركاء جمعية الطيور العالمية، برنامجا كنديا يخص هذه المناطق. يوجد اليوم حوالي 000 10 منطقة موزعة على أكثر من 100 دولة.